# Locomobile (azienda)
La Locomobile Company of America è stata una casa automobilistica statunitense produttrice prima di automobili a vapore, e poi di vetture con motore a combustione interna, che è stata attiva tra il 1899 ed il 1922. Nel 1922 l'azienda è stata acquistata dalla Durant Motors, che ha utilizzato il marchio fino al 1929. Il nome della Locomobile deriva dai termini "locomotiva" ed "automobile".
La Locomobile è stata fondata Watertown, nel Massachusetts. Nel 1900 l'azienda si trasferì a Bridgeport, nel Connecticut, dove rimase fino alla soppressione del marchio. Per quanto riguarda l'attività industriale, la Locomobile produsse piccole auto a vapore fino al 1903. L'anno successivo passò invece all'assemblaggio di vetture di lusso con motore a combustione interna. Sui modelli prodotti non era però presente il nome completo dell'azienda, ma solo la scritta "Locomobile".

## Storia

### Le auto a vapore

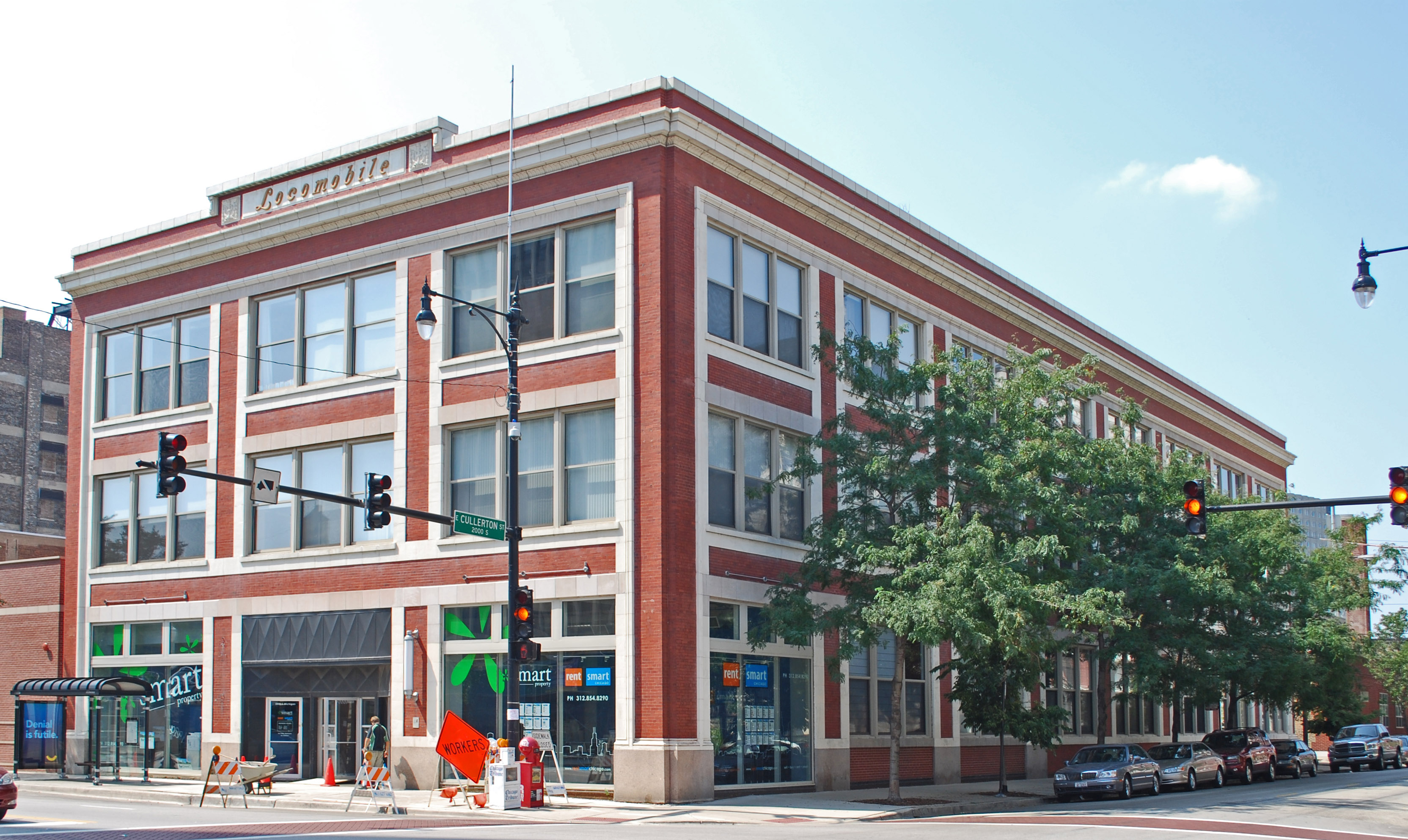
Il Locomobile Building a Chicago. La sua funzione era quella di concessionaria e sede di servizi collegati al marchio Locomobile

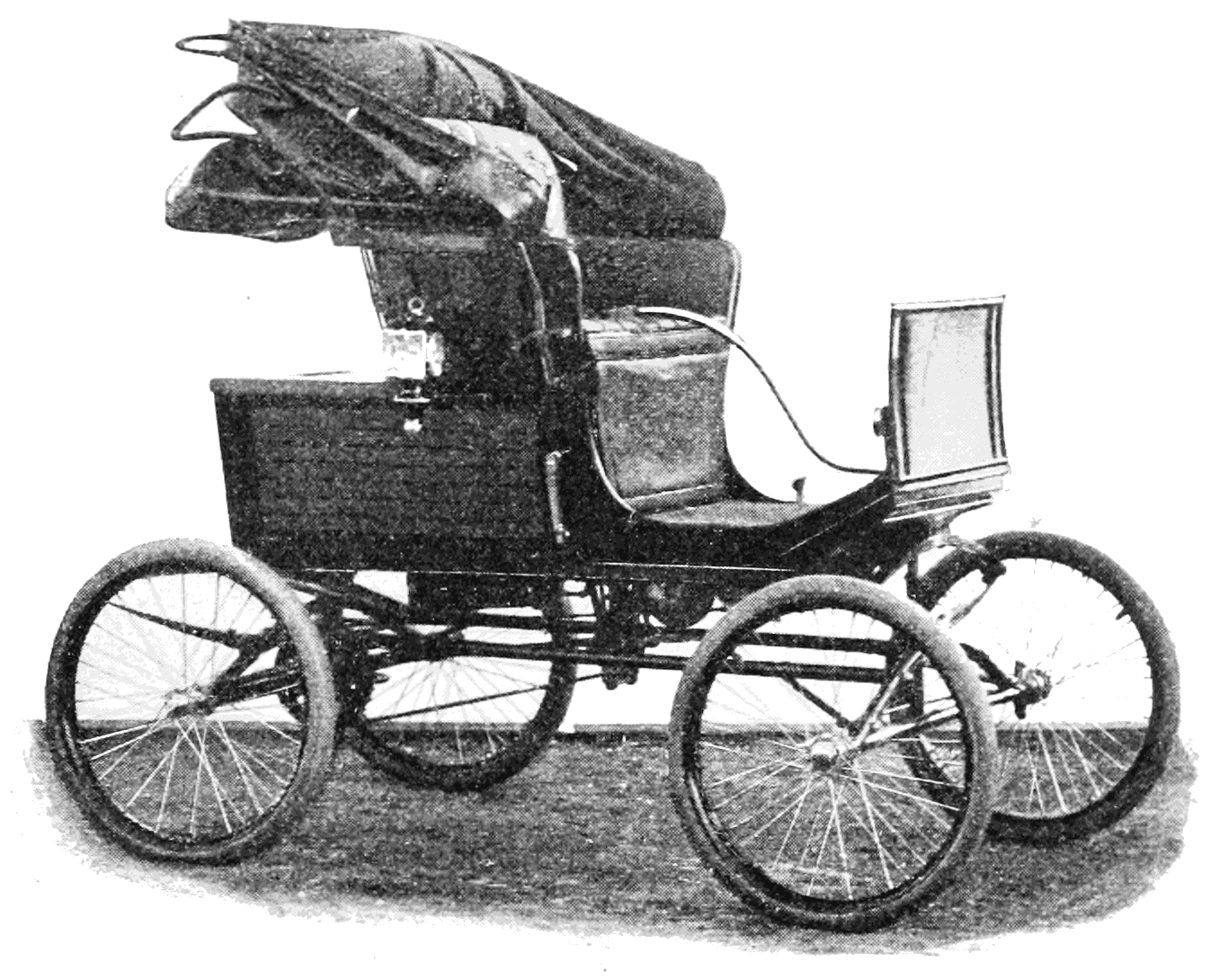
Un Locomobile a vapore prodotta intorno al 1900

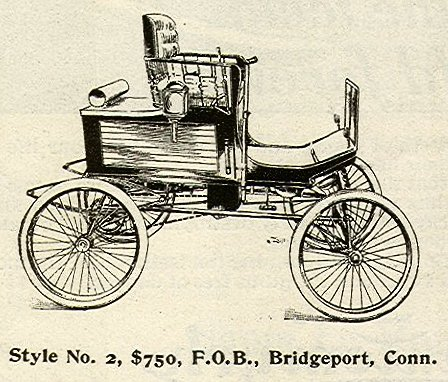
Un manifesto pubblicitario del 1901 realizzato per un modello a vapore della Locomobile

Le origini del marchio sono collegate a John B. Walker (all'epoca editore del mensile Cosmopolitan) che acquistò ad un prezzo vantaggioso, verso la fine del XIX secolo, i progetti ed i prototipi di auto a vapore realizzati dai fratelli Francis e Freelan Stanley. Metà della proprietà fu però subito ceduta a Amzi Lorenzo Barber, che diventò quindi suo socio in affari. La loro collaborazione durò comunque poco; Walker fondò infatti nel 1899 la Mobile Company of America nei pressi dell'attività dei fratelli Stanley a Tarrytown, mentre Barber si trasferì a Bridgeport, dove costituì sempre nello stesso anno la Locomobile. Nell'occasione, Barber nominò i fratelli Stanley direttori generali della nuova società. Questi ultimi fondarono poi, nel 1902, la Stanley Motor Carriage Company, che diventò in seguito l'acerrima concorrente della Locomobile.
L'attività iniziale della Locomobile fu quella della produzione di auto a vapore. Queste ultime erano però scarsamente affidabili, poco pratiche da guidare, predisposte ai rischi connessi all'incendio del combustibile, lente nel raggiungere le condizioni operative e provviste di un piccolo serbatoio dell'acqua (quest'ultimo forniva infatti un'autonomia di soli 32 km). Rudyard Kipling descrisse le vetture come una costosa "frode placcata nickel". Infatti, le Locomobile furono inizialmente disponibili solo in versione runabout ad un costo di ben 600 dollari. Nonostante tutti questi difetti, le vetture a vapore erano una "curiosità", e attrassero comunque l'attenzione della classe media statunitense, che era infatti attirata dalle ultime novità tecnologiche. Per tale motivo, dal 1899 al 1902 furono realizzati circa 4.000 esemplari di modelli Locomobile a vapore. Nel 1901 l'offerta fu ampliata a sette corpi vettura differenti, che erano venduti ad un prezzo compreso tra i 600 ed i 1.400 dollari. Molte Locomobile erano dotate di un semplice motore a due cilindri e di un generatore di vapore che funzionava a nafta. Queste vetture avevano poi una struttura portante realizzata in legno. In seguito la Locomobile effettuò dei miglioramenti tecnologici ai propri generatori di vapore ed alle pompe d'alimentazione. Queste ultime, in particolare, erano realizzate dalla Overman Wheel Company, ovvero da un'azienda che realizzò in seguito anche auto a vapore.
Durante la seconda guerra boera la Locomobile fornì alcuni veicoli all'esercito britannico. Per tale motivo, le Locomobile furono le prime autovetture al mondo ad essere utilizzate in un conflitto armato.
Nonostante tutti gli sforzi profusi dalla Locomobile, l'attività di produzione di auto a vapore non si rivelò fruttuosa. Per tale motivo, l'azienda decise di passare alla produzione di automobili con motore a combustione interna. Nel 1902 fu quindi realizzato un prototipo di autovettura dotato di questo tipo di motore. Tale propulsore aveva una configurazione a quattro cilindri ed era alimentato a benzina. L'intera vettura fu progetta da Andrew Riker. L'anno successivo la Locomobile, incoraggiata dalle potenzialità di questo prototipo, decise di vendere i brevetti ed i progetti delle proprie auto a vapore alla Stanley per 20.000 dollari, ponendo quindi fine alla produzione di questo tipo di vetture.

### Le auto a combustione interna

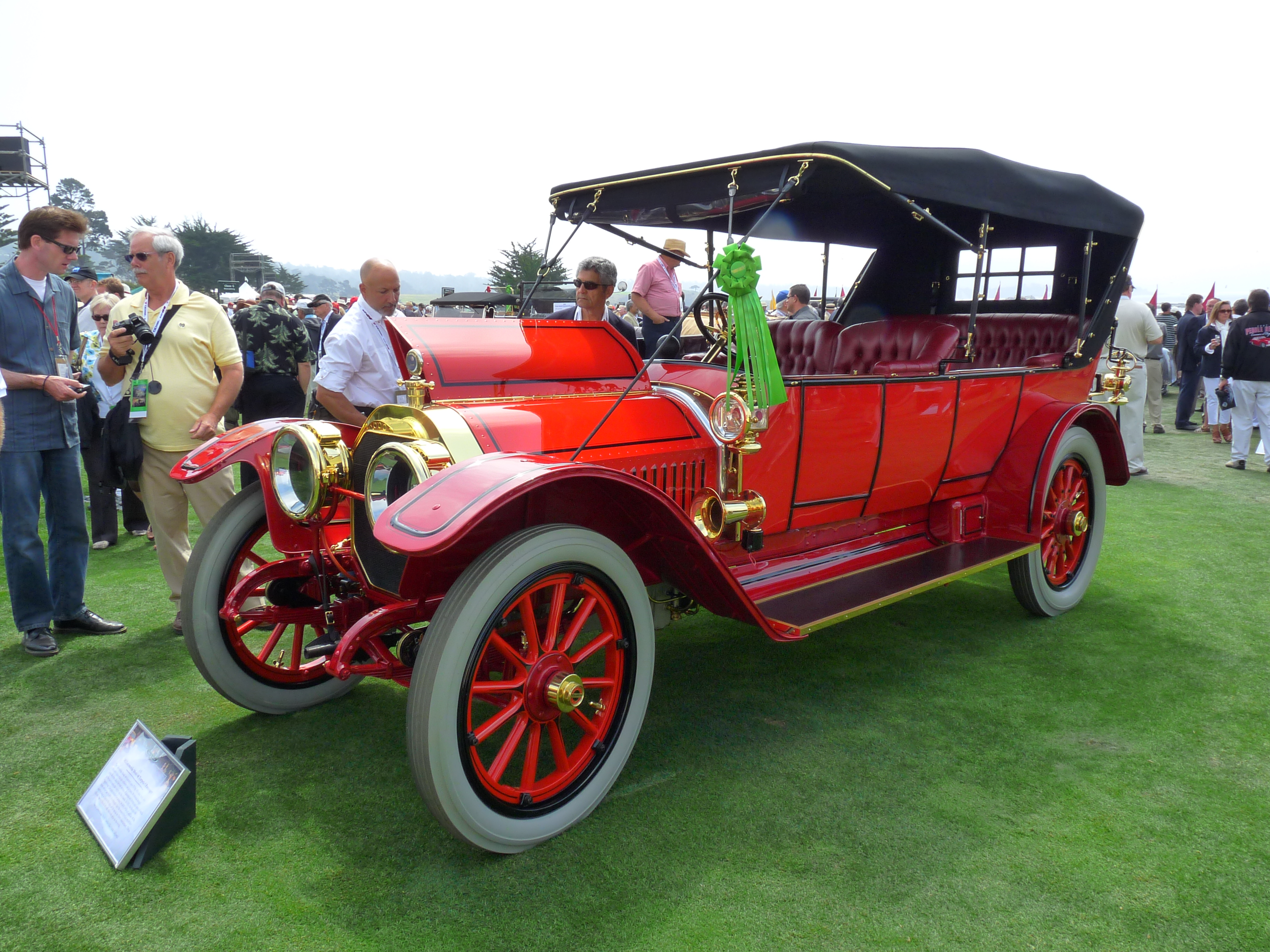
Una Locomobile Model 48 torpedo del 1912

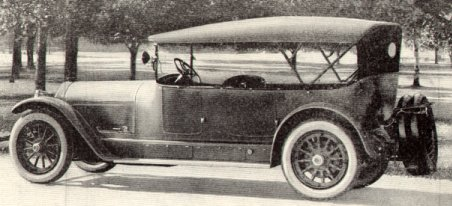
Una Locomobile torpedo ritratta su un manifesto pubblicitario del 1920

Il primo modello a combustione interna prodotto in serie dalla Locomobile fu invece la Touring Car del 1904. La vettura era dotata di una carrozzeria tonneau e di uno spazioso abitacolo che poteva ospitare fino a cinque passeggeri. Fu in vendita ad un prezzo superiore a quello delle precedenti auto a vapore (4.500 dollari) e venne dotata di un motore a scoppio a quattro cilindri in linea che erogava 16 CV di potenza. Il cambio era invece manuale a tre rapporti.
Come molti altri marchi automobilistici del tempo, anche la Locomobile partecipò alle competizioni automobilistiche organizzate all'epoca. L'esordio fu nel 1905 alla coppa Gordon Bennet, ma senza successo. Il successo più importante nelle competizioni arrivò poi nel 1908 alla Coppa Vanderbilt, che fu conquistata da una Locomobile condotta da George Robertson.
Grazie alla partecipazione alle competizioni ed all'ottima fattura dei modelli prodotti in serie, la Locomobile diventò in breve tempo famosa per le sue auto veloci e lussuose.
Il modello con motore a combustione interna più importante che la Locomobile abbia prodotto fu la Model 48. Introdotta nel 1919, era dotata di una linea classica e, per certi aspetti, anche datata. La Model 48 era inoltre fornita di un convenzionale e imponente telaio. Il motore era un sei cilindri in linea a valvole laterali avente una cilindrata di 8,6 L. La vettura era però estremamente costosa. Infatti, mentre la Ford Model T era in vendita a 300 dollari, la Model 48 costava 10.000 dollari.
Nel 1922 la Locomobile fu acquistata dalla Durant Motors, che non solo continuò ad usare il marchio fino al 1929 per i propri modelli di alto livello, ma seguitò anche ad assemblare la Model 48 fino alla soppressione del marchio. Fino alla metà degli anni venti la Model 48 fu l'unica vettura commercializzata con il marchio Locomobile. Infatti, solo nel 1925 fu introdotto un nuovo modello che si aggiunse alla gamma Locomobile, la 8-66 Junior Eight. La nuova vettura era dotata di un motore ad otto cilindri linea ed era commercializzata ad un prezzo nettamente inferiore a quello della Model 48 (1.785 dollari). Nel 1926 fu invece lanciato sui mercati un modello più piccolo, la Junior Six, che restò in vendita per un solo anno. Sempre nel 1926 furono introdotte la Model 90, che restò sui listini fino al 1929, e la 8-70, che invece sostituì la 8-66 Junior Eight.
Le vendite però erano basse nonostante il lancio, nel 1929, della 8-86 e della 8-88. I due nuovi modelli non riuscirono infatti a salvare il marchio Locomobile, che fu quindi soppresso. La Durant fallì poi poco dopo, nel 1931.

## Le Locomobile nei media
Una Locomobile compare in uno dei capitoli finali del romanzo d'esordio di Francis Scott Fitzgerald, Di qua dal Paradiso.
Una Locomobile è stata l'automobile utilizzata da Harriet White Fisher per compiere il suo giro del mondo in automobile tra il 1909 ed il 1910.
Nella primavera del 1946 una Locomobile del 1911 fu guidata da Boston a Los Angeles e ritorno, in un tour promozionale organizzato dalla Columbia Pictures per promuovere il film Gallant Journey. Sebbene non apparisse nella pellicola, il modello attrasse comunque l'attenzione del pubblico.
Una Locomobile del 1905 è menzionata nel romanzo di Clive Cussler Il cacciatore, primo della serie dedicata ad Isaac Bell.